# Maxime Cressy
Maxime Cressy (París, Francia, 8 de mayo de 1997) es un tenista profesional estadounidense de origen francés. Su mejor ubicación en el Ranking ATP individual fue el número 31°, el cual obtuvo en agosto de 2022.

## Carrera Profesional

### 2018
Su primer partido profesional es contra Sam Riffice el 27 de junio de 2018 en el M25 Tulsa. Perdió por retiro (walkover).

### 2019
Como estudiante universitario, Cressy en compañía de Keegan Smith, ganó el campeonato de dobles de tenis de la NCAA de 2019 en la UCLA (Universidad de California, Los Ángeles).

### 2020
Cressy debutó en el cuadro principal de un torneo de Grand Slam en el Abierto de Estados Unidos 2020 como invitado (wildcard), donde alcanzó la segunda ronda después de derrotar a Jozef Kovalík. Perdería en la segunda ronda ante el cuarto favorito Stefanos Tsitsipas.

### 2021
Se clasificó para el Abierto de Australia 2021 y alcanzó la segunda ronda al derrotar al japonés Taro Daniel. Perdería en la segunda ronda ante el sexto preclasificado (cabeza de serie), el alemán Alexander Zverev.
Después de clasificar para el cuadro principal en el Abierto de Estados Unidos 2021, Cressy le ganó al noveno preclasificado y dos veces semifinalista de este torneo, el español Pablo Carreño Busta, tras ir dos sets abajo para ganar por un marcador final de 5–7, 4–6, 6–1, 6–4, 7–6 (9–7), salvando cuatro puntos de partido. En segunda ronda perdió ante el georgiano Nikoloz Basilashvili, 39° del Ranking ATP, por 6-7, 3-6, 5-7.

### 2022
Disputa su primera final de un torneo nivel ATP Tour 250 en el Melbourne Summer Set Open, siendo proveniente de la clasificación (qualy) y perdiendo ante el máximo favorito, el español Rafael Nadal. 
Se clasificó para el Abierto de Australia 2022 y avanza hasta los octavos de final, siendo su mejor resultado en un torneo de Grand Slam, perdiendo en dicha instancia ante el 2° del Ranking ATP, segundo cabeza de serie (preclasificado) y máximo favorito, el ruso Daniil Medvedev, por un marcador de 2-6, 6-7 (4-7), 7-6 (7-4), 5-7. Como consecuencia del gran resultado obtenido en el primer torneo major del año, ascenderá del puesto 70° al 59° del Ranking ATP siendo la mejor ubicación histórica de su ascendente carrera profesional.

## Títulos ATP (2; 1+1)

### Individual (1)
| Leyenda                         |
| Grand Slam (0)                  |
| ATP Wourld Tour Finals (0)      |
| ATP Masters 1000 World Tour (0) |
| ATP World Tour 500 series (0)   |
| ATP World Tour 250 series (1)   |

| N.º | Fecha               | Torneo  | Superficie | Oponente en la final | Resultado        |
| --- | ------------------- | ------- | ---------- | -------------------- | ---------------- |
| 1.  | 17 de julio de 2022 | Newport | Hierba     | Aleksandr Búblik     | 2-6, 6-3, 7-6(3) |

#### Finalista (3)
| N.º | Fecha                 | Torneo      | Superficie | Oponente en la final | Resultado           |
| --- | --------------------- | ----------- | ---------- | -------------------- | ------------------- |
| 1.  | 9 de enero de 2022    | Melbourne   | Dura       | Rafael Nadal         | 6-7(6), 3-6         |
| 2.  | 25 de junio de 2022   | Eastbourne  | Hierba     | Taylor Fritz         | 4-6, 7-6(4), 6-7(4) |
| 3.  | 12 de febrero de 2023 | Montpellier | Dura (i)   | Jannik Sinner        | 6-7(3), 3-6         |

### Dobles (1)
| Leyenda                         |
| Grand Slam (0)                  |
| ATP Wourld Tour Finals (0)      |
| ATP Masters 1000 World Tour (0) |
| ATP World Tour 500 series (1)   |
| ATP World Tour 250 series (0)   |

| N.º | Fecha              | Torneo | Superficie | Pareja         | Oponentes en la final            | Resultado   |
| --- | ------------------ | ------ | ---------- | -------------- | -------------------------------- | ----------- |
| 1.  | 4 de marzo de 2023 | Dubái  | Dura       | Fabrice Martin | Lloyd Glasspool Harri Heliövaara | 7-6(2), 6-4 |

#### Finalista (1)
| N.º | Fecha                 | Torneo      | Superficie | Pareja          | Oponentes en la final        | Resultado           |
| --- | --------------------- | ----------- | ---------- | --------------- | ---------------------------- | ------------------- |
| 1.  | 12 de febrero de 2023 | Montpellier | Dura (i)   | Albano Olivetti | Robin Haase Matwé Middelkoop | 6-7(4), 6-4, [6-10] |

## Títulos en TorneosChallengersyFutures(18; 5+13)
| Leyenda               | Individuales | Dobles |
| --------------------- | ------------ | ------ |
| ATP Challenger Series | 3            | 2      |
| ITF Futures Series    | 2            | 11     |

### Individuales (5)
| N.º | Fecha                  | Torneo                      | Superficie | Oponentes          | Resultado           |
| --- | ---------------------- | --------------------------- | ---------- | ------------------ | ------------------- |
| 1.  | 9 de diciembre de 2018 | F35 Tallahassee             | Dura (i)   | Ryan Peniston      | 6-4, 7-6(4)         |
| 2.  | 3 de febrero de 2019   | Challenger de Cleveland     | Dura (i)   | Mikael Torpegaard  | 6-7(4), 7-6(6), 6-3 |
| 3.  | 23 de junio de 2019    | M25 Tulsa                   | Dura       | Sam Riffice        | 6-3, 6-1            |
| 4.  | 23 de febrero de 2020  | Challenger de Drummondville | Dura       | Arthur Rinderknech | 6-7(4), 6-4, 6-4    |
| 5.  | 5 de diciembre de 2021 | Challenger de Forli II      | Dura (i)   | Matthias Bachinger | 6-4, 6-2            |

### Dobles (13)
| N.º | Fecha                    | Torneo                 | Superficie | Pareja             | Oponentes en la final                | Resultado        |
| --- | ------------------------ | ---------------------- | ---------- | ------------------ | ------------------------------------ | ---------------- |
| 1.  | 20 de agosto de 2017     | F2 Minsk               | Dura       | Ugo Humbert        | Ivan Liutarevich Vadym Ursu          | 4-6, 6-3, [10-5] |
| 2.  | 8 de julio de 2018       | F19 Wichita            | Dura       | Brandon Holt       | Hunter Johnson Yates Johnson         | 3-6, 6-2, [10-6] |
| 3.  | 29 de julio de 2018      | F20 Champaign          | Dura       | Martin Joyce       | Charlie Emhardt Alfredo Pérez        | 6-3, 6-2         |
| 4.  | 5 de agosto de 2018      | F21 Decatur            | Dura       | Martin Joyce       | Nicolas Meister Keegan Smith         | 4-6, 6-2, [10-2] |
| 5.  | 30 de septiembre de 2018 | F26 Fountain Valley    | Dura       | Alexander Cozdinov | Alec Adamson Conor Berg              | 6-2, 6-2         |
| 6.  | 14 de octubre de 2019    | F27 Houston            | Dura       | Nicolas Meister    | John Paul Fruttero Bernardo Saraiva  | 7-5, 6-3         |
| 7.  | 21 de octubre de 2019    | F28 Harlingen          | Dura       | Nicolas Meister    | John Paul Fruttero Ronnie Schneider  | 6-4, 6-2         |
| 8.  | 28 de octubre de 2019    | F28B Waco              | Dura (i)   | Nicolas Meister    | John Paul Fruttero Danny Thomas      | 6-1, 6-4         |
| 9.  | 2 de diciembre de 2019   | F31 Waco               | Dura (i)   | Nicolas Meister    | Vasile-Alexandru Ghilea Robert Kelly | 7-6(2), 7-6(7)   |
| 10. | 6 de enero de 2020       | M25 Los Ángeles        | Dura       | Alexander Cozbinov | Emilio Gómez Luis Patiño             | 6-4, 6-2         |
| 11. | 13 de enero de 2019      | Challenger de Columbus | Dura (i)   | Bernardo Saraiva   | Robert Galloway Nathaniel Lammons    | 7-5, 7-6(3)      |
| 12. | 23 de junio de 2019      | M25 Tulsa              | Dura       | Bernardo Saraiva   | Martin Redlicki Evan Zhu             | 6-2, 3-6, [10-8] |
| 13. | 27 de octubre de 2019    | Challenger de Hamburg  | Dura       | Jamie Cerretani    | Ken Skupski John-Patrick Smith       | 6-4, 6-4         |

## Clasificación histórica
| Torneos de Grand Slam       |     |     |        |   |     |     |   |   |
| Abierto de Australia        | Q1  | 2R  | 4R     | 0 | 4-2 | 75% |   |   |
| Roland Garros               | Q1  | Q1  | 0      | 0 | 0-0 | 0%  |   |   |
| Wimbledon                   | ND  | Q3  | 0      | 0 | 0-0 | 0%  |   |   |
| Abierto de los EE. UU.      | 2R  | 2R  | 0      | 0 | 2-2 | 50% |   |   |
| Ganado-Perdido              | 0-0 | 2-2 | 3-0    | 0 | 6-2 | 65% |   |   |
| ATP World Tour Masters 1000 |     |     |        |   |     |     |   |   |
| Ganado-Perdido              | 0-0 | 0-0 | 0-0    | 0 | 0-0 | 0%  |   |   |
| ATP World Tour 500          |     |     |        |   |     |     |   |   |
| Ganado-Perdido              | 0-0 | 0-0 | 0-0    | 0 | 0-0 | 0%  |   |   |
| ATP World Tour 250          |     |     |        |   |     |     |   |   |
| Ganado-Perdido              | 0-0 | 0-0 | 6-2    | 0 | 0-0 | 75% |   |   |
| Representación nacional     |     |     |        |   |     |     |   |   |
| Ganado-Perdido              | 0-0 | 0-0 | 0-0    | 0 | 0-0 | 0%  |   |   |
| Total G-P                   | 0-0 | 1-1 | 0-0    | 0 | 1-1 | 50% |   |   |
| Porcentaje                  | 0%  | 50% | 0%     | 0 | 50% | -   | - | - |
| Ranking ATP                 | 173 | 112 | 59 (*) |   |     |     |   |   |

(*) Actualizado al 31 de enero de 2022